# Iizasa Chō-isai Inenao
Iizasa Chōisai Ienao (飯篠 長威斉 家直 1387-1488) là một võ tướng, kiếm hào Nhật Bản sống từ giữa đến cuối thời Muromachi. Ông là người sáng lập ra phái kiếm Tenshin Shōden Katori Shintō-ryū, một trong binh pháp tam đại nguyên lưu của kiếm thuật Nhật Bản. Ông được gọi là tổ trung hung binh pháp Nhật Bản, tổ trung hung đao thương. Hiệu và pháp danh của ông là Chō-isai (Trường Uy Trai), Chō-i (Trường Ý), tên chức quan là Yamashiro. Đệ tử của ông có những người nổi tiếng như Matsumoto Masanobu, Moro-oka Ippa, Tsukahara Yasumoto,...

## Cuộc đời
Iizasa Ienao là con trai của Iizuka Kinbei, chào đời trong gia đình hào sĩ làng Iizasa, quận Katori ở xứ Shimōsa (nay là thành phố Tako) vào năm Chūgen thứ 4 (1387).
Đầu tiên ông theo thờ họ Chiba, nhưng vào năm đầu niên hiệu Kōshō (1455) thì đương chủ đời thứ 18 của họ Chiba là Chiba Tanenobu gặp nạn Makuwari Yasutane phản bội, phải chạy đến làng Chida và tự vẫn ở đó. Sau khi Sōke họ Chiba diệt vong, Ienao chứng kiến cảnh này bỗng thấy cuộc đời của mình và sau khi giác ngộ được rằng "Võ sĩ sống dựa vào võ nghệ chỉ như hư vô" nên quyết tâm bắt đầu tu luyện đạt đến cảnh giới áo nghĩa của võ nghệ, cực ý của kiếm thuật dựa trên nền tảng tín niệm "võ thuật không phải là thứ để dùng trong các cuộc chiến làm hai bên đổ máu".
Ienao lui về ẩn dật trên núi Baiki gần đền phía trong của Katori thần cung, nơi thờ phụng võ thần Futsunushi no kami, sau khi trải qua nghìn ngày khổ luyện thì cuối cùng ngộ ra rằng "binh pháp là bình pháp". Trong khi khổ luyện thì một lần nọ ông được thần Futsunushi no kami ám thị trên một cây mơ già rằng "ngươi về sau sẽ là thầy của các kiếm khách trong thiên hạ" rồi trao cho một cuốn sách thần. Vì việc này nên lưu phái võ nghệ do ông sáng lập ra được gọi là Tenshin Shōden Katori Shintō-ryū, trong đó "Tenshin Shōden" là "thiên chân chánh truyền", ý chỉ việc lưu phái này do thần thánh truyền thừa.
Khi Ienao sáng lập phái Tenshin Shōden Katori Shintō-ryū thì có dựa vào kiếm pháp Kashima, kiếm pháp Katori vốn chỉ được truyền thừa cho các viên tư tế ở hai đền thần Kashima thần cung và Katori thần cung và hệ thống hóa lại hết các môn võ nghệ vốn không hề tồn tại các bài Kata quy ước trong giới võ lâm Nhật Bản trước đó.
Ông dạy các môn đệ rằng "sự chân thật của võ đạo nằm trong tâm người, là cái đạo của người. Nếu tâm thiện thì võ nghệ sẽ là công cụ giúp người, xây dựng nên thời thái bình, do vậy tự bản thân phải luôn nỗ lực để tiến đến gần con người hoàn thiện", ông giáo hóa đông đảo từ Võ sĩ đến thứ dân đều như vậy.
Những năm cuối đời ông còn xây dựng Jifuku-ji (Địa Phúc tự) ở núi Nyoi (Như Ý sơn). Iizasa Ienao mất vào năm Chōkyō thứ 2 (1488).

## Giai thoại
Iizasa Ienao vốn không ưa tranh chấp, có kẻ đến võ đường thách đấu thì ông dẫn ra phía sau, nơi trúc Kumazasa mọc đầy, ném tấm thảm rơm lên bụi trúc rồi nhẹ nhàng ngồi lên đó như nổi trên hư không, chẳng làm bụi trúc lay động. Đương thời, các võ phái khác thường thách đấu lẫn nhau bằng mộc kiếm, có khi là kiếm thật và không ít trường hợp dẫn tới đổ máu. Nhưng kẻ đến thách đấu Ienao, thấy động tác của ông nhẹ nhàng như vậy thì tự biết chênh lệch tài nghệ nên rút lui mà không thương tổn gì.

## Cước chú
1. ↑  "Honchō bugei shōden"
2. ↑  "Kan Hasshū kosen roku", cuốn quân ký thời Edo ghi chép các trận chiến thời Chiến quốc.